# Francesco Alessandro Ugolini
Francesco Alessandro Ugolini (* 2. Mai 1910 in Rom; † 1. April 1990 in Perugia) war ein italienischer Romanist, Grammatiker, Lexikograf und Dialektologe.

## Leben und Werk
Ugolini studierte in Rom bei Giulio Bertoni. Er lehrte ab 1935 in Rom, von 1939 bis 1958 in Turin und von 1959 bis 1985 an der Universität Perugia (von 1961 bis 1976 als ihr Präsident).
In Perugia widmete sich Ugolini der Erforschung der mittelitalienischen, speziell umbrischen, Dialekte. Er gründete 1962 das Zentrum für Umbrienforschung (Centro di studi Umbri) und 1980 die Schriftenreihe Opera del Vocabolario dialettale Umbro.

## Werke (Auswahl)
- I cantari d'argomento classico. Con un'appendice di testi inediti, Genf 1933
- (mit Giulio Bertoni) Prontuario di pronunzia e di ortografia, Turin 1939
- (Hrsg.) La poesia provenzale e l'Italia, Modena  1939, 1949
- Grammatica italiana, Mailand 1940, 1961
- (Hrsg.) Testi antichi italiani, Turin 1941
- (Hrsg.) Laude di Jacopone da Todi tratte da due manoscritti umbri, Turin 1947
- (Hrsg.) Testi volgari abruzzesi del Duecento, Turin 1959
- (Hrsg.) Annali e cronaca di Perugia in volgare dal 1191 al 1336, Perugia 1962
- (Hrsg. mit Enzo Mattesini) Valeriu Maximu translatatu in vulgar messinisi per Accursu di Cremona, 3 Bde., Palermo 1967–1991
- (Hrsg.) Storia e cultura in Umbria nell'età moderna (secoli XV-XVIII). Atti del VII convegno di studi umbri, Gubbio, 18-22 maggio 1969, Perugia 1972
- Per la storia del dialetto di Roma nel Cinquecento : I romani alla Minerva, un'improbabile "madonna Iacovella" e un pronostico di un conclavista, Perugia 1983
- Scritti minori di storia e filologia Italiana, hrsg. von Giancarlo Dozza, Perugia 1985